# 적도민꼬리박쥐
적도민꼬리박쥐(Anoura aequatoris)는 주걱박쥐과(신세계잎코박쥐류)에 속하는 박쥐의 일종이다. 1921년 스웨덴 동물학자 뢴베리(Einar Lönnberg)가 처음 기술했다.

## 분포
남아메리카 박쥐의 일종으로 콜롬비아의 중부와 서부 코르딜레라 산계에서 서식하지만, 에콰도르에서 발견되기도 한다. 해수면부터 해발 450~2000m 사이에서 서식한다. 꽃꿀과 꽃가루 그리고 과일 곤충을 주로 먹는다.